# Campeonato de Primera División D 1982
El Campeonato de Primera División D 1982 fue la cuadragésima octava temporada del certamen y la trigésimo segunda temporada de la cuarta categoría del fútbol argentino. Se disputó entre el 27 de marzo y el 4 de diciembre de 1982.
Los nuevos participantes fueron Brown de Adrogué y Deportivo Riestra, descendidos de la Primera C 1981.
El certamen consagró campeón por primera vez a Defensa y Justicia, que obtuvo el ascenso. Por su parte, Ituzaingó resultó subcampeón y obtuvo el segundo ascenso.

## Ascensos y descensos
| Pos. | Ascendidos de la Primera D 1981 |
| ---- | ------------------------------- |
| 1.º  | Barracas Central                |
| 2.º  | Muñiz                           |

| Pos. | Descendidos de la Primera C 1981 |
| ---- | -------------------------------- |
| 19.º | Brown de Adrogué                 |
| 20.º | Deportivo Riestra                |

| \| Equipo Desafiliado \| \| --------------------- \| \| Defensores de Almagro \| |
| Equipo Desafiliado                                                               |
| Defensores de Almagro                                                            |

## Formato
Los equipos se dividieron en dos zonas, una de 15 y otra de 14 equipos, y se enfrentaron en cada una bajo el sistema de todos contra todos a dos ruedas. Los tres equipos con mayor puntaje de cada zona clasificaron a la Ronda Final.
Los seis equipos clasificados a la Ronda Final se enfrentaron entre ellos ida y vuelta. El equipo con mayor puntaje se consagró campeón y obtuvo el primer ascenso, mientras que el subcampeón obtuvo el segundo ascenso.

## Equipos participantes
| Equipo                | Lugar             | Estadio                   |
| --------------------- | ----------------- | ------------------------- |
| Acassuso              | Boulogne Sur Mer  | No posee                  |
| Argentino de Merlo    | Merlo             | Antezana y Pergamino      |
| Atlas                 | General Rodríguez | Ricardo Puga              |
| Brown de Adrogué      | Adrogué           | Brown de Adrogué          |
| Cañuelas              | Cañuelas          | El Cajón                  |
| Central Ballester     | Villa Ballester   | Italia y Moreno           |
| Centro Español        | Villa Sarmiento   | No posee                  |
| Claypole              | Claypole          | César Luis Menotti        |
| Defensa y Justicia    | Florencio Varela  | Norberto Tomaghello       |
| Deportivo Laferrere   | Laferrere         | Rodney y Magnasco         |
| Deportivo Paraguayo   | San Telmo         | No posee                  |
| Deportivo Riestra     | Parque Patricios  | No posee                  |
| Fénix                 | Colegiales        | No posee                  |
| Ferrocarril Midland   | Libertad          | Ciudad de Libertad        |
| Ferrocarril Urquiza   | Villa Lynch       | Monumental de Villa Lynch |
| General Belgrano      | Tapiales          | José María Moraños        |
| Ituzaingó             | Ituzaingó         | Ituzaingó                 |
| Liniers               | Liniers           | No posee                  |
| Justo José de Urquiza | Caseros           | No posee                  |
| Juventud Unida        | Muñiz             | Sarmiento y Azcuenaga     |
| Leandro N. Alem       | General Rodríguez | Leandro N. Alem           |
| Puerto Nuevo          | Campana           | Municipal de Campana      |
| Sacachispas           | Villa Soldati     | Lacarra y Barros Pazos    |
| San Martín            | Burzaco           | Francisco Boga            |
| Sportivo Barracas     | Barracas          | No posee                  |
| Sportivo Palermo      | Palermo           | No posee                  |
| Victoriano Arenas     | Valentín Alsina   | Saturnino Moure           |
| Villa San Carlos      | Berisso           | Genacio Sálice            |
| Yupanqui              | Villa Lugano      | No posee                  |

### Distribución geográfica de los equipos
| Región                                   | Cant. | Equipos |
| ---------------------------------------- | ----- | --- |
| Conurbano bonaerense                     | 17    | Acassuso, Argentino de Merlo, Brown de Adrogué, Central Ballester, Centro Español, Claypole, Defensa y Justicia, Deportivo Laferrere, Ferrocarril Midland, Ferrocarril Urquiza, General Belgrano, Ituzaingó, Justo José de Urquiza, Juventud Unida, Liniers, San Martín (B) y Victoriano Arenas |
| Ciudad de Buenos Aires                   | 7     | Deportivo Paraguayo, Deportivo Riestra, Fénix, Sacachispas, Sportivo Barracas, Sportivo Palermo y Yupanqui |
| Interior de la provincia de Buenos Aires | 4     | Atlas, Cañuelas, Leandro N. Alem y Puerto Nuevo |
| Gran La Plata                            | 1     | Villa San Carlos |

## Tablas de posiciones

### Zona A
| Pos. | Equipo              | Pts. | PJ | PG | PE | PP | GF | GC | Dif. |
| ---- | ------------------- | ---- | -- | -- | -- | -- | -- | -- | ---- |
| 1.º  | Ituzaingó           | 41   | 26 | 17 | 7  | 2  | 66 | 18 | 48   |
| 2.º  | Liniers             | 40   | 26 | 17 | 6  | 3  | 67 | 29 | 38   |
| 3.º  | Argentino de Merlo  | 37   | 26 | 15 | 7  | 4  | 48 | 22 | 26   |
| 4.º  | Leandro N. Alem     | 35   | 26 | 16 | 3  | 7  | 56 | 33 | 23   |
| 5.º  | Ferrocarril Midland | 33   | 26 | 13 | 7  | 6  | 55 | 28 | 27   |
| 6.º  | J.J. Urquiza        | 33   | 26 | 14 | 5  | 7  | 47 | 37 | 10   |
| 7.º  | Acassuso            | 31   | 26 | 12 | 7  | 7  | 44 | 24 | 20   |
| 8.º  | Puerto Nuevo        | 18   | 26 | 7  | 6  | 13 | 34 | 38 | −4   |
| 9.º  | Ferrocarril Urquiza | 18   | 26 | 6  | 6  | 14 | 31 | 54 | −23  |
| 10.º | Juventud Unida      | 18   | 26 | 7  | 4  | 15 | 18 | 44 | −26  |
| 11.º | Centro Español      | 17   | 26 | 5  | 7  | 14 | 22 | 48 | −26  |
| 12.º | Atlas               | 15   | 26 | 4  | 7  | 15 | 26 | 54 | −28  |
| 13.º | Central Ballester   | 13   | 26 | 4  | 5  | 17 | 34 | 67 | −33  |
| 14.º | Fénix               | 13   | 26 | 3  | 7  | 16 | 30 | 82 | −52  |

|  | Clasificó a la Ronda Final por el Ascenso |

### Zona B
| Pos. | Equipo                | Pts. | PJ | PG | PE | PP | GF | GC | Dif. |
| ---- | --------------------- | ---- | -- | -- | -- | -- | -- | -- | ---- |
| 1.º  | Defensa y Justicia    | 46   | 28 | 22 | 2  | 4  | 66 | 20 | 46   |
| 2.º  | Deportivo Laferrere   | 46   | 28 | 20 | 6  | 2  | 58 | 24 | 34   |
| 3.º  | San Martín de Burzaco | 43   | 28 | 19 | 5  | 4  | 79 | 24 | 55   |
| 4.º  | Brown de Adrogué      | 39   | 28 | 16 | 7  | 5  | 67 | 27 | 40   |
| 5.º  | Sacachispas           | 31   | 28 | 12 | 7  | 9  | 37 | 32 | 5    |
| 6.º  | Victoriano Arenas     | 30   | 28 | 10 | 10 | 8  | 41 | 32 | 9    |
| 7.º  | Claypole              | 30   | 28 | 11 | 8  | 9  | 42 | 43 | −1   |
| 8.º  | Villa San Carlos      | 29   | 28 | 11 | 7  | 10 | 54 | 36 | 18   |
| 9.º  | Cañuelas              | 27   | 28 | 10 | 7  | 11 | 43 | 41 | 2    |
| 10.º | Deportivo Paraguayo   | 21   | 28 | 8  | 5  | 15 | 51 | 67 | −16  |
| 11.º | Deportivo Riestra     | 21   | 28 | 7  | 7  | 14 | 36 | 57 | −21  |
| 12.º | Sportivo Barracas     | 20   | 28 | 7  | 6  | 15 | 37 | 65 | −28  |
| 13.º | General Belgrano      | 19   | 28 | 6  | 7  | 15 | 39 | 73 | −34  |
| 14.º | Yupanqui              | 10   | 28 | 3  | 4  | 21 | 24 | 64 | −40  |
| 15.º | Sportivo Palermo      | 8    | 28 | 2  | 4  | 22 | 19 | 88 | −69  |

|  | Clasificó a la Ronda Final por el Ascenso |

### Ronda Final
| Pos. | Equipo                | Pts. | PJ | PG | PE | PP | GF | GC | Dif. |
| ---- | --------------------- | ---- | -- | -- | -- | -- | -- | -- | ---- |
| 1.º  | Defensa y Justicia    | 10   | 5  | 5  | 0  | 0  | 14 | 2  | 12   |
| 2.º  | Ituzaingó             | 8    | 5  | 4  | 0  | 1  | 6  | 2  | 4    |
| 3.º  | Liniers               | 6    | 5  | 3  | 0  | 2  | 7  | 7  | 0    |
| 4.º  | Deportivo Laferrere   | 3    | 5  | 1  | 1  | 3  | 3  | 7  | −4   |
| 5.º  | Argentino de Merlo    | 2    | 5  | 1  | 0  | 4  | 3  | 7  | −4   |
| 6.º  | San Martín de Burzaco | 1    | 5  | 0  | 1  | 4  | 2  | 10 | −8   |

|  | Se consagró campeón y ascendió a la Primera C |
|  | Subcampeón, obtuvo el segundo ascenso         |